# Kubuqi
Kubuqi (en chino simplificado, 库布齐沙漠; pinyin, Kùbùqí Shāmò) es un desierto de arena ubicado en la región autónoma de Mongolia Interior en China. El desierto se encuentra en el norte de la meseta o meandro de Ordos, al sur del área de Hetao en la gran curva del río Amarillo.

## Descripción
El desierto Kubuqi limita con la orilla sur del río Amarillo que rodea el desierto por el oeste, el norte y el este, el cual se extiende de oeste a este a lo largo de una franja de 300 km  de longitud, cuyo ancho disminuye de 100 km iniciales a 20 o 30 km. El desierto se encuentra a 1100 m sobre el nivel del mar en la meseta norteña de Ordos, y por lo tanto, forma parte del desierto superior de Ordos. Con una superficie de alrededor de 17 000 km²  es el séptimo desierto más grande de China. Es el único campo de dunas activo en las regiones semiáridas del norte del país. El 80% de las dunas activas alcanzan una altura superior a los 100 m. Las crestas de arena viva en forma de arco se encuentran en la dirección principal del viento WNW y migran alrededor de 10 grados al año, de oeste a este.
La región desértica es bastante seca, muy expuesta al viento y mayormente fría, con un clima monzónico continental moderado. Las precipitaciones anuales oscilan entre los 240 y los 360 mm, con una evaporación potencial de 2160 mm. Las temperaturas se caracterizan por breves veranos cálidos e inviernos fríos. Las temperaturas extremas van de los 40,2 °C a los -34,5 °C. En promedio, anualmente solo hay 58 días sin heladas. La velocidad media del viento es de 3,3 m/s (12 km/h) con máximos de 30 m/s (108 km/h) con un total de 27 días de tormentas, principalmente en el período de abril a mayo. En el desierto hay 15 ríos y agua subterránea en abundancia.
Poco se sabe sobre la edad y el origen de este mar arenoso. Las observaciones geomorfológicas y estratigráficas indican que la arena eólica del Holoceno a menudo descansa sobre rocas y terrazas fluviales, y forma un paisaje parecido a un palimpsesto. La última reactivación de las arenas tuvo lugar en un período que se ubica hace 2200 a 1100 años, impulsada por la agricultura y la ganadería. Hay algunos asentamientos abandonados de esta época en el desierto de Kubuqui. Los cambios en el caudal del río Amarillo y las extracciones para riego también contribuyeron a la expansión del campo de dunas.
Debido a las fuertes tormentas de arena, el desierto de Kubuqi es la principal fuente de polvo en el aire en Mongolia Interior y el área metropolitana de Pekín. Muchas tormentas de arena amarilla llegan incluso a Corea del Sur, y ocasionalmente incluso a Estados Unidos. El gobierno regional inició un programa de reforestación en 1988 con álamos de rápido crecimiento y comercialmente productivos. A fines de 2018 se habían rehabilitado 6460 kilómetros cuadrados de superficie sobre una superficie total de 3200 km² donde la vegetación vuelve a crecer.